# Maître du Codex de saint Georges
Le Maître du Codex de saint Georges est un nom de convention désignant un peintre et enlumineur actif à Florence dans la première moitié du XIVe siècle. Il doit son nom à un codex contenant une représentation de saint Georges actuellement conservé à la Bibliothèque apostolique vaticane.

## Historiographie

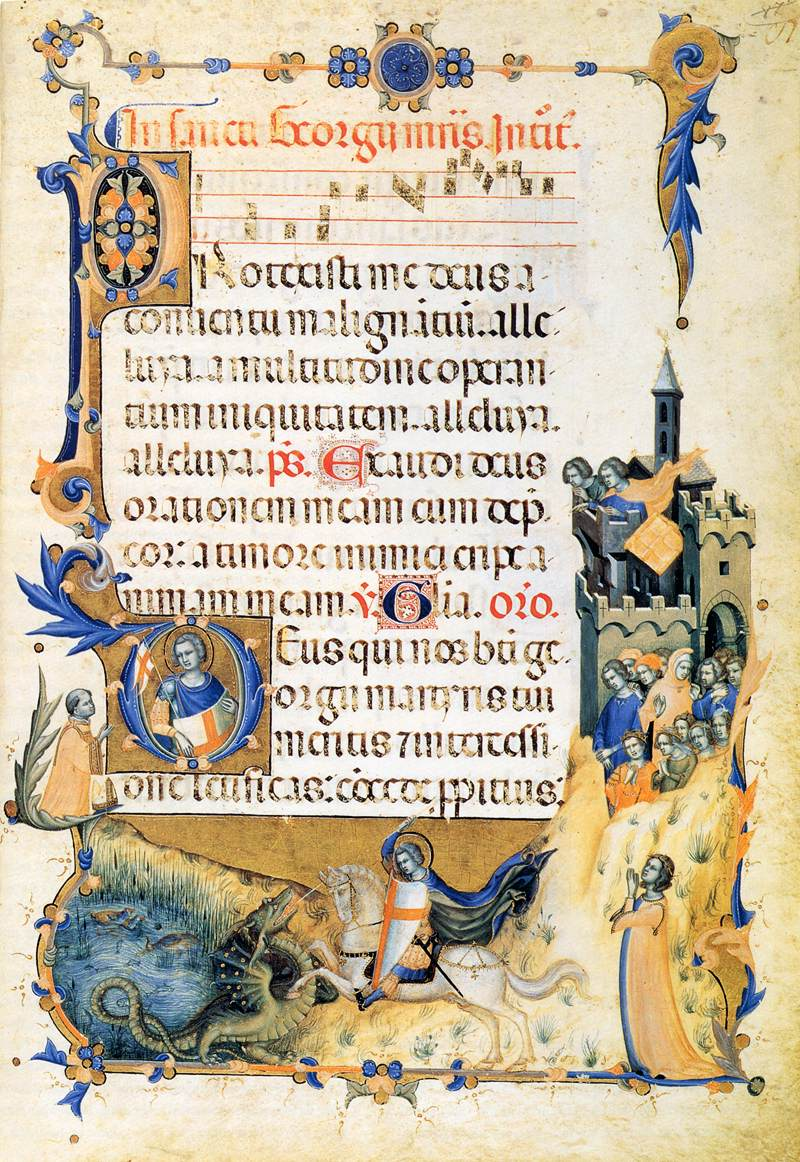
Miniature du codex de saint Georges.

Le maître anonyme est identifié pour la première fois en 1906 par Giacomo De Nicola qui lui donne son nom de convention à partir de la représentation d'un saint Georges dans un codex de la bibliothèque vaticane. Il y voit un artiste siennois proche de Simone Martini avec lequel il aurait collaboré à la cour du pape à Avignon notamment dans la réalisation de sa fresque du porche de la cathédrale Notre-Dame des Doms d'Avignon représentant saint Georges. Cette hypothèse a été reprise par différents historiens de l'art français et italiens jusqu'au milieu du XXe siècle. Elle a cependant depuis été remise en cause, les liens entre les deux œuvres se révélant très ténus. Miklós Boskovits a proposé pour sa part de l'identifier à Lippo di Benivieni.

## Éléments biographiques et stylistiques
Selon Howett, l'activité du peintre se déroule à Florence entre 1310 et la fin des années 1340. Sa formation trouve son origine dans l'entourage de l'atelier de Pacino di Bonaguida. Son style se rapproche aussi des œuvres de la fin de la vie de Giotto di Bondone et de son atelier, tel que le Triptyque Stefaneschi. L'enlumineur anonyme a d'ailleurs été sans doute un fournisseur de ce même prélat romain. La seconde partie de sa carrière est influencée par Bernardo Daddi et son style est notamment proche de triptyque du Bigallo. Il pourrait avoir été la victime de la peste de 1348.

## Œuvres attribuées
Le catalogue raisonné de ses œuvres constitué par John Howett contient neuf panneaux, quatre manuscrits enluminés et un groupe de miniatures découpées. D'autres historiens de l'art attribuent des œuvres supplémentaires.
Pendant un temps, le Christ en croix avec l'orant du cardinal Guilhem Peire Godin conservé au musée des Augustins de Toulouse a été attribué au maître du Codex de saint Georges par analyse stylistique. Cette attribution est aujourd'hui remise en question par Alessandro Tomei qui y voit une production plutôt française. 

### Panneaux
- panneaux d'un retable portatif : la Crucifixion[7], la Lamentation[8], Metropolitan Museum of Art ; Noli me tangere et le Couronnement de la Vierge, musée du Bargello (ensemble contesté par Howett)
- La Vierge et l'Enfant sur un trône, musée du Louvre[9]
- Le Christ en croix avec l'orant du cardinal Guilhem Peire Godin, musée des Augustins de Toulouse[10]
- L'Annonciation (avec saint Laurent et saint Étienne au verso), Cracovie, musée Czartoryski
- Vierge à l'enfant et des saints, Florence, église Santa Maria del Carmine (sacristie)
- Vierge de l'Annonciation et Ange de l'Annonciation, ancienne collection Stoclet, Bruxelles

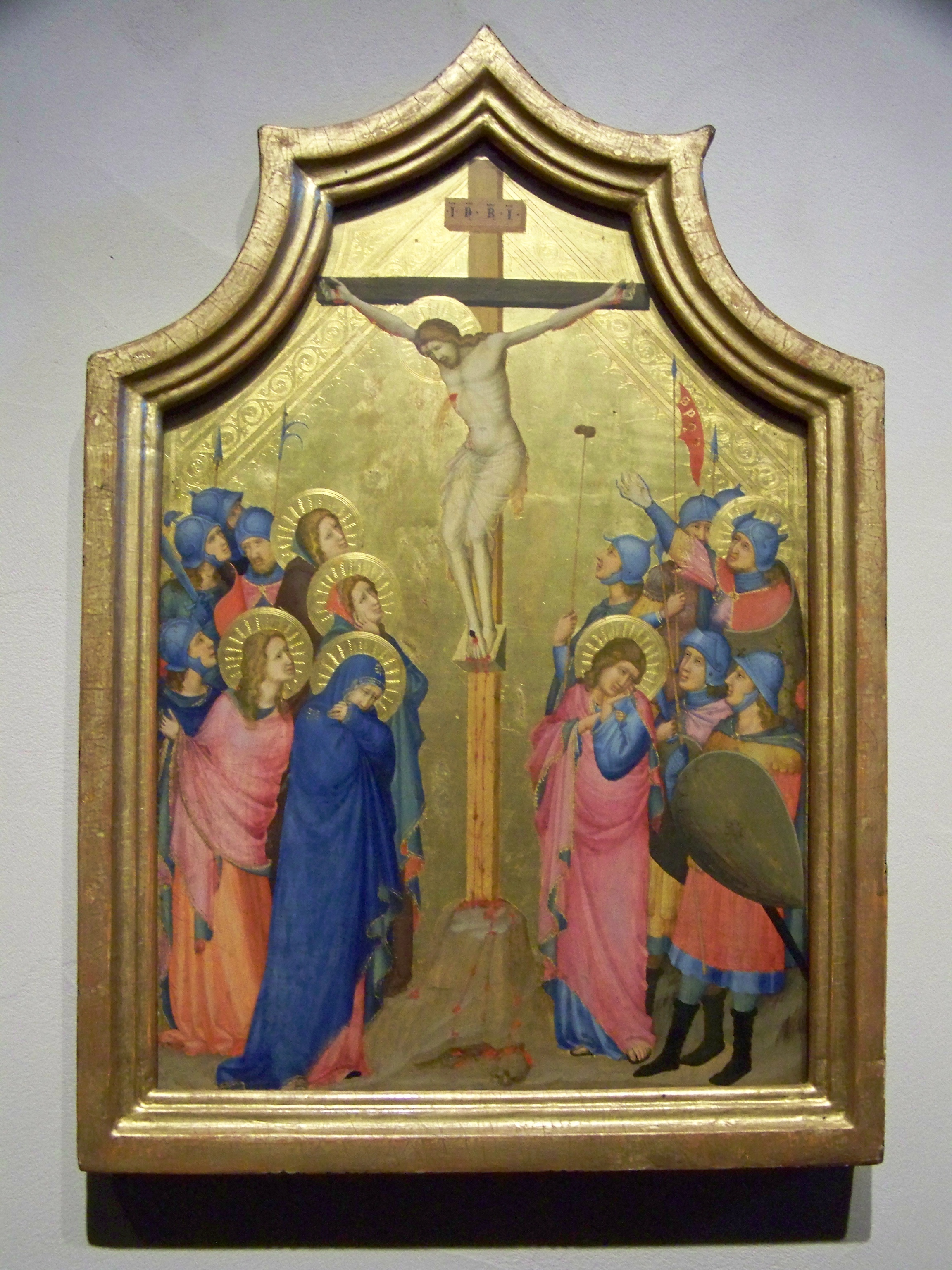
Crucifixion, Metropolitan Museum
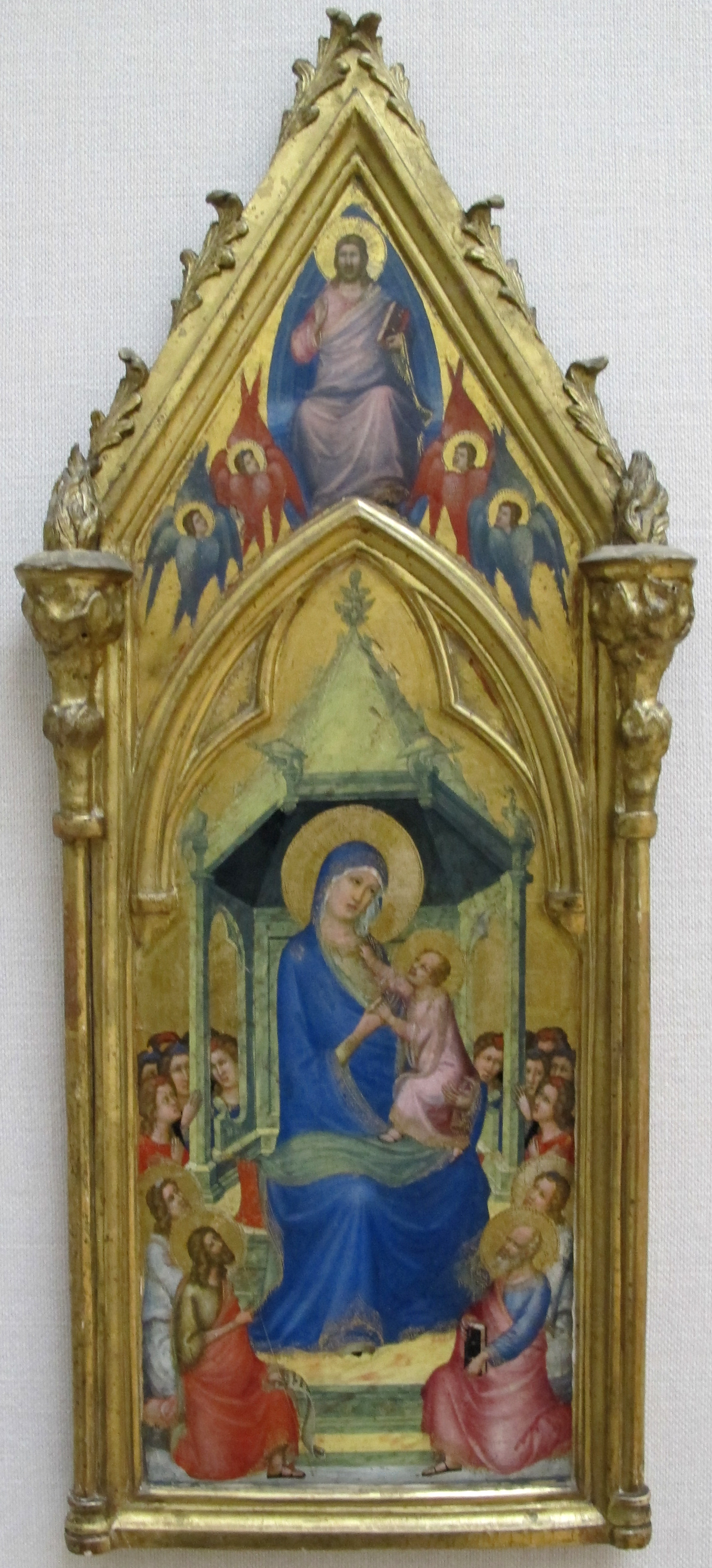
Vierge à l'Enfant, musée du Louvre

### Enluminures

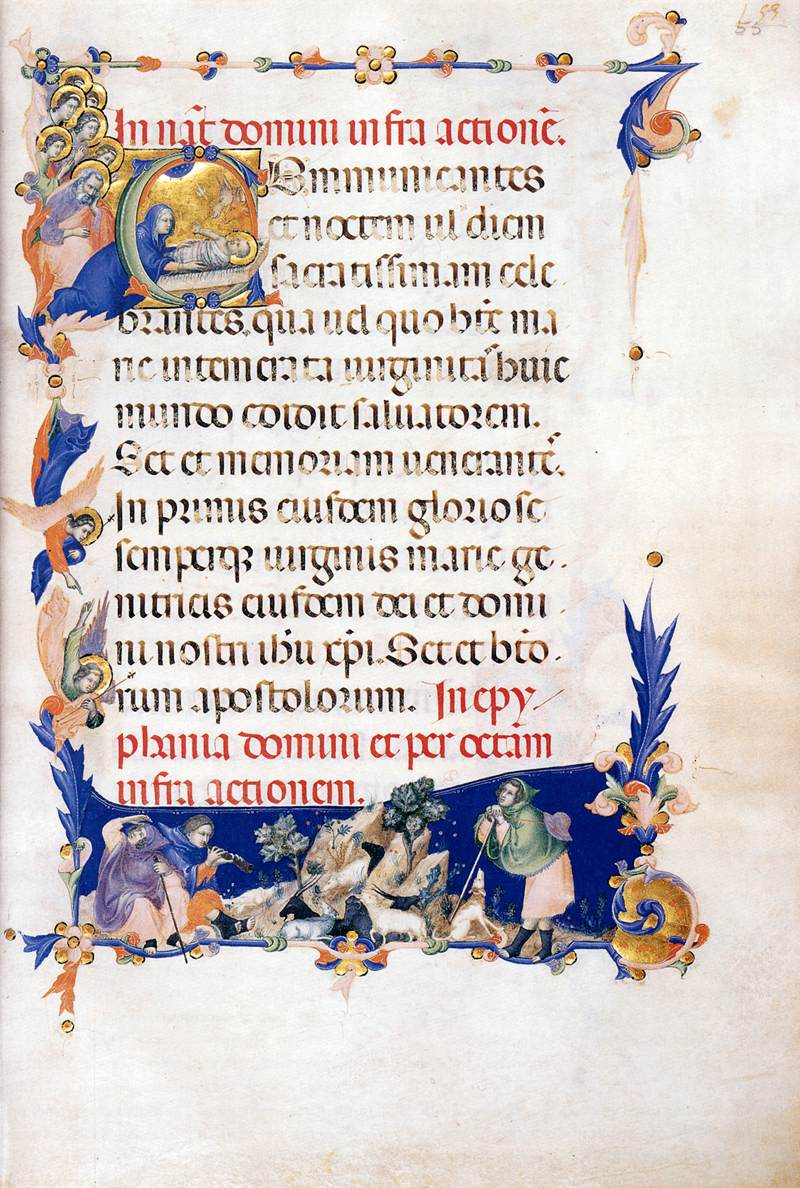
Miniature du missel de la Morgan Library, f.55.

- Pontifical (1 miniature, f.2r), Bibliothèque nationale de France, Lat.15619
- fragment d'un pontifical ayant peut-être appartenu à Stefaneschi, Bibliothèque municipale de Boulogne-sur-Mer, Ms.86
- Chorale (7 enluminures) de Santa Croce in Gerusalemme, Rome,
- Fragment d'un missel contenu le propre des saints dont saint Georges (dit codex saint Georges), Archivio di san Pietro, Bibliothèque apostolique vaticane, Ms.C.129
- Fragment d'un missel (commandé par Stefaneschi ?), peut-être un fragment du codex saint Georges, fin des années 1320, Pierpont Morgan Library, MS M.713
- deux ensembles de six et sept miniatures découpées, Kupferstichkabinett Berlin, nos 1984-2000